# Basongo
Les Basongo sont une ethnie d´Angola, divisée autrefois en plusieurs tribus, chaque tribu étant alors scindée en plusieurs clans. Les Basongo vivent dans la région centrale de l´Angola.
Le manioc qu'ils cultivent est leur source d'alimentation principale.
En raison de conflits avec l'ethnie Bahungana, les mariages entre ces deux groupes ont longtemps été interdits.